# María Bravo
María Jesús Bravo Gutiérrez-Barquín (Portugalete, Vizcaya; 1952) es una soprano y profesora de canto española. Ha tenido un amplio repertorio, apareciendo en diversos escenarios europeos en ciudades como Génova, Milán o París.

## Biografía
Comenzó la carrera de perito mercantil, pero el ambiente musical que se vivía dentro de su familia la llevó a decantarse por la lírica. Tras estudiar canto, piano y trompeta en el Conservatorio Vizcaíno de Música Juan Crisóstomo de Arriaga, se perfeccionó en Barcelona y Madrid con los profesores Gómez de Ribó y M. García López. En 1981 se trasladó a Milán con una beca para perfeccionar su técnica en el Centro studi lírica Rosseta Noli con Adriana Lazzarini, Rosetta Noli y Vittorino Pelligrini.
Debutó en los escenarios en 1984, en la ciudad de Génova, con el papel de Amelia en la ópera de Verdi Simón Bocanegra. Fue prima donna, con el papel de Mila, en la primera representación moderna de La figlia de Iorio (1906) de Alberto Franchetti, en el Teatro del Vittoriale degli italiani, en 1988. La función fue preservada y se ha convertido en la única grabación que existe de esta ópera basada en el libro de Gabriele D’Annunzio.
En su amplio repertorio destacan obras de Guridi, Bizet, Catalani, Offenbach, Puccini, Salieri y Verdi, aunque también ha cantado música ligera y folclórica.
Ha aparecido en los festivales de ópera de Santander, Bilbao, Milán, Génova, entre otros. También ha actuado en diversos teatros de ópera de Europa como la Arena, Filarmónico y Nuovo de Verona, Sociale de Mantua, Arriaga de Bilbao, Carnavalet de París, Conservatorio Giuseppe Verdi de Milán o la Plaza Porticada de Santander. No solo ha cantado en Europa sino que también ha trabajado en Nueva York, Roma o Hong Kong junto a cantantes de la talla de A. Kraus, E. Lloris, G. Scano, C. Zardo o K. Johansson.  En estos trabajos ha sido dirigida, entre otros, por los maestros E. De Mori, G. Patané, A. Guingal, Enrique García Asensio y Urbano Ruiz la Orden.
De forma paralela a su carrera en los escenarios, ha compuesto alguna pequeña pieza musical para canto y piano y ha grabado varios discos. A estas labores se debe sumar la ocupación educativa en diversos conservatorios de España e Italia, tanto en formación como en perfeccionamiento, destacando su trabajo como jurado en el Concurso Internacional de Canto de Bilbao, de 2004 a 2011.

## Premios y reconocimientos
Recibió diversos premios de canto, como la medalla de bronce del Concurso Nacional de Canto "Tito Schipa" de Lecce en 1984, el V. Viotti de Vercelli (1984) o la Medalla de oro del círculo lírico Luciano Pavarotti (1995).